# Многократное испарение
Многократное испарение — способ осуществления перегонки (дистилляции). Используется наряду с однократным и постепенным испарением как метод разделения компонентов смесей взаимно растворимых жидкостей на отдельные компоненты или фракции (для сложных смесей, например, таких, как нефть), которые отличаются по температурам кипения как друг от друга, так и от исходной смеси.
Перегонка с многократным испарением состоит из двух или более однократных процессов перегонки с повышением рабочей температуры на каждом этапе. Первоначально происходит отделение паров от жидкости, а затем — на второй ступени — жидкая фаза, оставшаяся при отделении паров в первой ступени, вновь испаряется и т. д.